# Rimé-beweging
De rimé-beweging was een beweging  die in de 19e eeuw in Tibet werd gesticht. Jamyang Khyentse Wangpo en Jamgon Kongtrül Lodrö Thaye worden over het algemeen als stichters  beschouwd. De beweging trachtte in het gepolariseerde klimaat tussen de verschillen geestelijke stromingen binnen het Tibetaans boeddhisme op een meer eclectische wijze met de verschillen tussen de stromingen om te gaan. De Rimé heeft veel samenvattingen van een groot aantal geschriften uit diverse tradities gepubliceerd. 
De naam is afgeleid van twee Tibetaanse woorden: Ris (sektarisme) en Med (weerlegging). Het doel van de beweging is niet de verschillende sektes te unificeren, maar de verschillen te erkennen, te waarderen en tevens een dialoog op basis van een gemeenschappelijke culturele erfenis te hebben. Het is de bedoeling een totaal overzicht te geven van de rijke Tibetaanse traditie in al haar verscheidenheid en tevens de variëteit in stand te houden, aangezien verschillende mensen verschillende denkwijzen hebben.
Leerlingen wordt daarom ook aangeraden niet de oude tradities te verlaten maar Rimé als een toevoeging te zien. De twee belangrijkste oprichters, Jamyang Khyentse Wangpo en Jamgon Kongtrül Lodrö Thaye, waren beide van verschillende scholen. Thaye was van de nyingma- en kagyütraditie, terwijl Wangpo in de sakyaschool was opgeleid. Rimé probeerde een oude traditie van het Tibetaans boeddhisme te herstellen, namelijk dat het benoemen van een andere tradities als 'fout' gebaseerd is op onwetendheid en dat elke traditie uiteindelijk hetzelfde doel heeft.
Er was echter nauwelijks een representant van de gelugtraditie, de dominante machtsfactor in Tibet, in de beweging aanwezig. Invloedrijke tulkus van de gelug, zoals Je Pabongka, die overtuigd waren van de intellectuele superioriteit van de gelug stonden zeer vijandig tegen de beweging.
Khunu Lama Tenzin Gyaltsen en Dilgo Khyentse Rinpoche zijn twee recente Rimé meesters, die bekend zijn geworden als adviseurs van de veertiende dalai lama Tenzin Gyatso. Andere volgingen waren onder andere de zestiende karmapa en Dudjom Rinpoche.